# Génocide des Yézidis

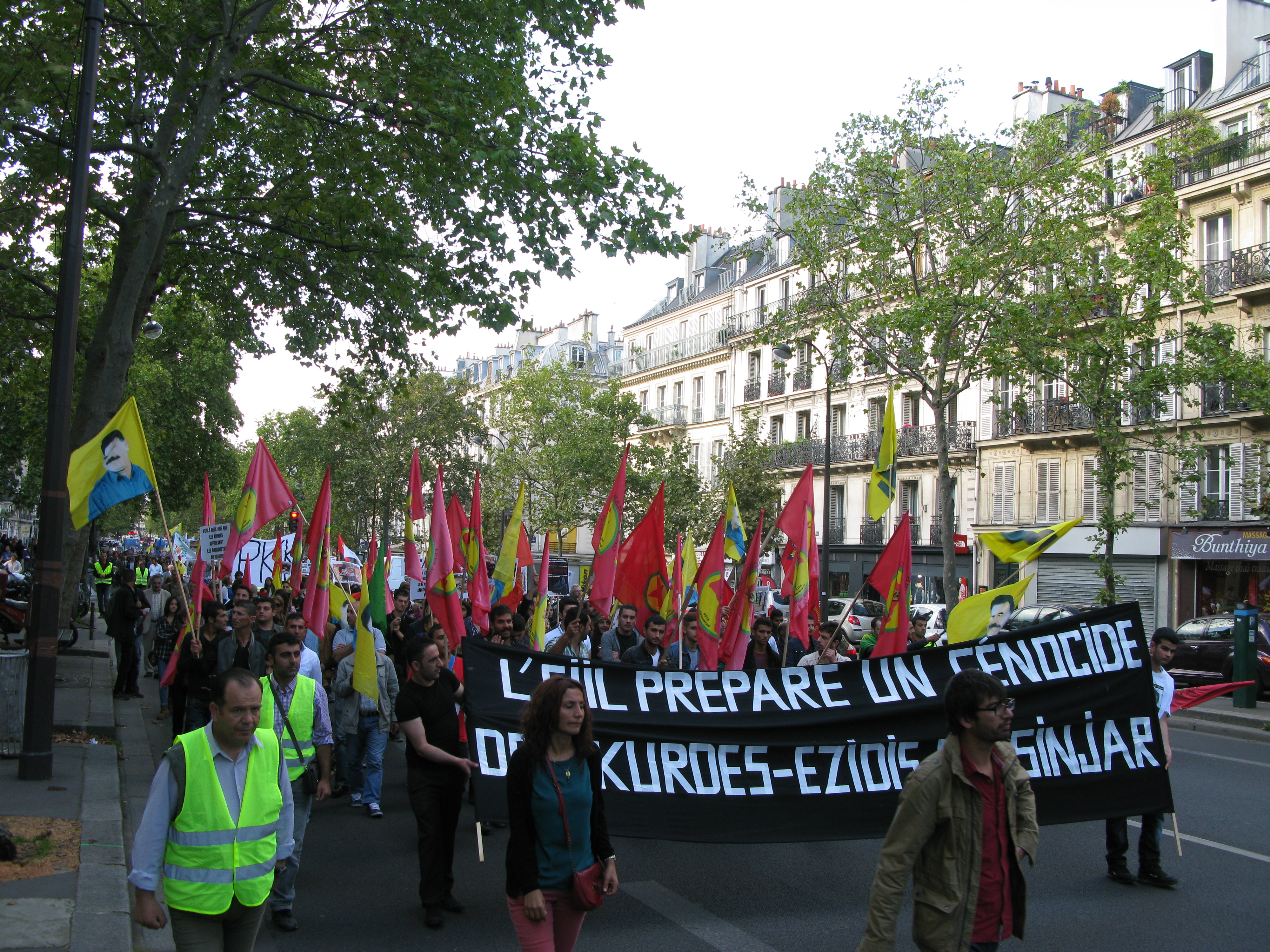
Manifestation à Paris contre la persécution des Kurdes et des Yézidis.

L'État islamique (EI) est reconnu par l'Organisation des Nations unies (ONU) comme étant l'auteur du génocide des Yézidis en Irak. Le génocide a entraîné l'expulsion, la fuite et l'exil des Yézidis de leurs terres ancestrales du nord du pays, les femmes et les filles ont été forcées de devenir esclaves sexuelles par l'organisation terroriste et les hommes ont été tués par milliers. La persécution des Yézidis par l'EI a attiré l'attention de la communauté internationale et a conduit à la Seconde guerre civile irakienne.
La politique d'extermination de ce groupe religieux commence avec l'offensive de l'organisation djihadiste dans le Sinjar, à l'été 2014. Daech défend l'extermination de cette minorité religieuse au motif qu'il n'appartient pas à une « religion du Livre ». Le génocide est ainsi « planifié, codifié et même glorifié dans les mosquées et les revues de propagande » de l'organisation. Les hommes et les femmes âgées sont systématiquement exécutés par les djihadistes, tandis que les jeunes femmes et les filles sont vendues comme esclaves sexuelles.

## Déroulement

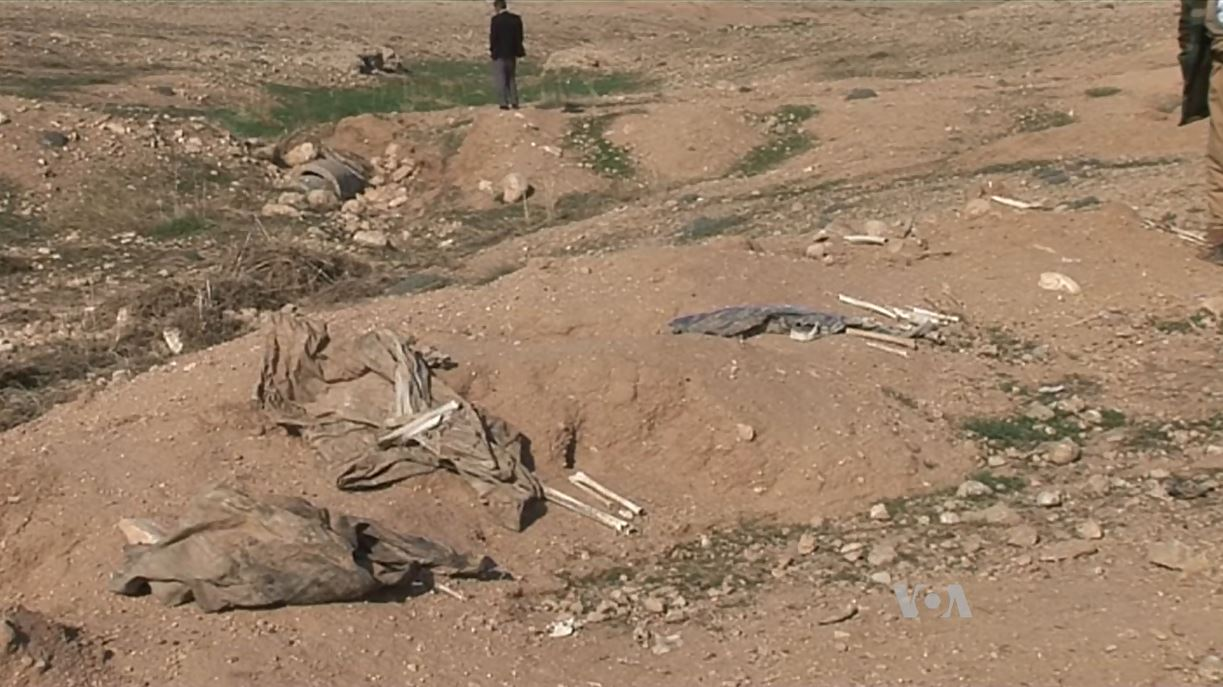
Des corps de Yézédis exhumés d'une fosse commue, en décembre 2015.

## Enquête spéciale de l'ONU
Le 10 mai 2021, Karim Khan, chef de l'enquête spéciale de l'ONU qui travaille sur ces massacres, déclare ainsi avoir identifié la « preuve claire et convaincante qu’un génocide a été commis par l’EI contre les yézidis en tant que groupe religieux ». La commission d'enquête annonce au passage avoir identifié 1 444 coupables présumés du génocide, dont 18 hauts-responsables de l'État islamique. Le Français Sabri Essid fait partie des accusés.